# Hans Christian Sørensen (wioślarz)
Hans Christian Sørensen (ur. 28 listopada 1986 w Haderslev) – duński wioślarz.

## Osiągnięcia
- Mistrzostwa Świata U-23 – Amsterdam 2005 – dwójka podwójna wagi lekkiej – 15. miejsce[1].
- Mistrzostwa Europy – Ateny 2008 – czwórka podwójna – 8. miejsce[1].
- Mistrzostwa Świata – Poznań 2009 – czwórka podwójna wagi lekkiej – 3. miejsce[1].
- Mistrzostwa Europy – Montemor-o-Velho 2010 – czwórka podwójna wagi lekkiej – 2. miejsce[1].